# Alfred-Maurice de Zayas
Alfred-Maurice de Zayas (La Habana, Cuba, 31 de mayo de 1947) es un abogado cubano, escritor, historiador, experto en el campo de los derechos humanos. El 23 de marzo de 2012 fue nombrado por el Consejo de Derechos Humanos de las Naciones Unidas experto independiente para la promoción de un orden internacional democrático e equitativo. Presentó su primer informe al Consejo el 12 de septiembre de 2012, y su informe a la Asamblea General el 2 de noviembre de 2012.

## Biografía
Ha crecido en Chicago, ha estudiado historia y derecho en la Universidad de Harvard, ha sido miembro del Colegio de Abogados (Bar) de Nueva York y de Florida, y ha trabajado como joven abogado en el Bufete de Cyrus Vance. Sucesivamente se trasladó a Alemania con una beca Fulbright y obtuvo un doctorado en historia en la Universidad de Gotinga. Ha publicado cuatro libros en alemán sobre la historia de la Segunda Guerra Mundial y la post-guerra. Enseñó derecho internacional en Gotinga y Heidelberg antes de comenzar una carrera de jurista de alto rango en las Naciones Unidas en Ginebra, de la que se jubiló pronto en 2003, después de desempeñar las funciones de Secretario del Comité de Derechos Humanos y Jefe del Departamento de Peticiones. Actualmente es profesor de derecho internacional en la Escuela de Ginebra de Diplomacia y Relaciones Internacionales (Geneva School of Diplomacy and International Relations), y continua como jurista asesor de la Oficina del Alto Comisionado de las Naciones Unidas para los Derechos Humanos, participando en paneles de la UNESCO, UNHCR sobre el derecho de los refugiados, las minorías, el derecho de los pueblos autóctonos, el derecho humano a la paz, el nuevo estatuto de una corte internacional para los derechos humanos. En noviembre de 2009 participó en un Congreso en la Universidad de Berkeley con el propósito de adoptar un estatuto para una corte internacional de derechos humanos, como miembro de la Junta Directiva del Proyecto 2048, y la corte internacional de derechos humanos. En febrero de 2010 participó en la conferencia de UNESCO sobre el derecho humano a la paz y en la adopción de la Declaración de Bilbao de 24 de febrero de 2010. En diciembre de 2009 fue uno de los diez expertos nombrados por la Alta Comisionada por los Derechos Humanos a un taller sobre el derecho humano a la paz.
En marzo de 2010 de Zayas entrevistó al presidente de Timor Oriental, José Ramos Horta, en Ginebra y publicó un artículo en la revista de Naciones Unidas UN Special sobre el derecho humano a la paz. En febrero de 2011 participó en un congreso de los helenos expulsados por Turquía del Ponto, Esmirna, Constantinopla, del norte de Chipre, que se llevó a cabo en Nicosia. ("Turkey must apologise", Cyprus Weekly, 25 de febrero de 2011, p. 14). En marzo de 2011 participó en paneles de las Naciones Unidas sobre la corte internacional de derechos humanos. El 31 de marzo de 2011 en la Universidad de Toronto, Canadá, recibió el premio "Educator's Award 2011" de la organización no gubernamental "Canadians for Genocide Education".
Desde 2000 enseña derechos humanos en el curso de masters de la Universidad de Alcalá de Henares que se celebra en otoño, y ha sido miembro de comisiones doctorales en esta universidad. Es autor de 9 libros y más de 300 artículos en revistas jurídicas y de historia. Está casado con una jurista holandesa y reside en Ginebra.

## Polémicas
UN Watch denunció en 2012, a propósito del nombramiento de Zayas como experto independiente, el verbo irrespetuoso que presuntamente usaba el experto contra los judíos, que incluía ataques a su historia y a su cultura religiosa. Asimismo, otras organizaciones no gubernamentales señalaron la irresponsabilidad de sus alegatos en contra de los juicios de Núremberg, los cuales calificó de «tribunal fariseo».
El 29 de septiembre de 2017 de Zayas, junto al también comisionado independiente de las Naciones Unidas, David Kaye, emitió un comunicado en el que valoraban la actitud del gobierno español como «violadora de derechos individuales fundamentales, limitando el flujo de información pública en un momento tan crítico para la democracia española» frente al referéndum sobre la independencia de Cataluña.
Durante el 167 período de sesiones de la Comisión Interamericana de Derechos Humanos, durante la audiencia de con el motivo de alimentación y salud en Venezuela, el representante del Estado presentó una entrevista en Telesur de Zayas en la cual aseguraba que no había una crisis humanitaria en el país y que para resolver los problemas económicos debía finalizar la «guerra económica» y se debían suspender las "acciones unilaterales". Como respuesta Susana Raffalli, asesora de la Organización Caritas de Venezuela, mostró su preocupación y declaró que durante su visita al país de Zayas se limitó a tomarle fotos al mostrador de embutidos del automercado al frente de su hotel.
En abril de 2021 Zayas publicó conjuntamente con el profesor Richard Falk un comentario sobre la Convención sobre el Genocidio y sobre su aplicacion con respecto al genocidio uigur en China. Falk y Zayas llaman a la definición como genocidio como "sinofobia" y sostienen que a pesar de violaciones de los derechos humanos, estas no llegan al nivel requerido por la convención, llamando a una investigacion internacional independiente.

## Publicaciones
Sus más recientes publicaciones son:
"80 Thesen zur Vertreibung" (con Konrad Badenheuer), Verlag Inspiration, Londres y Berlin, 2019 ISBN 978-3-945127-29-2
- "Völkermord als Staatsgeheimnis" Olzog Verlag, München, 2011, ISBN 978-3-7892-8329-1;
- "The Genocide Against the Armenians and the relevance of the 1948 Genocide Convention", Haigazian University Press, Beirut, Líbano 2010, ISBN 978-9953-475-15-8; presentada en la Universidad de California en Los Angeles el 23 de octubre de 2010,[16] con la versión española publicada en Buenos Aires en 2009, presentada en la facultad de derecho de la Universidad de Buenos Aires el 19 de octubre de 2010;
- y, conjuntamente con el Juez islandés Jakob Th. Möller, "United Nations Human Rights Committee Case Law 1977-2008", N.P.Engel Publishers, Kehl/Strasbourg 2009, ISBN 978-3-88357-144-7. También ha sido editor y coautor de otros libros como "International Human Rights Monitoring Mechanisms" coeditado conjuntamente con Gudmundur Alfredsson and Bertrand Ramcharan, Kluwer Publishers, Ámsterdam 2009. ISBN 978-90-04-16236-5.

Para críticas de sus libros véase. Es miembro del consejo científico de la Académie internationale de droit constitutionnel, miembro del International Human Rights Law Institute de la Universidad de DePaul, miembro de Amnistía Internacional y de la Asociación Española para el Derecho Internacional de los Derechos Humanos (AEDIDH). También es miembro de la organización internacional de escritores P.E.N. internacional desde 1989, fue secretario general del centro P.E.N. Suisse romand 2002-2006 (el club correspondiente a los cantones de lengua francesa) y su presidente 2006-2009, y nuevamente de 2013 a 2017. Ha publicado traducciones de Rainer Maria Rilke al inglés, francés y español: Larenopfer edición bilingüe y comentada, Red Hen Press, Los Angeles, 2008, ISBN 978-1-59709-080-3. También ha publicado traducciones de Hermann Hesse y Joseph von Eichendorff y ha recibido premios en los Estados Unidos y en Alemania por sus libros de historia y literatura. Fue co-fundador y Presidente de la Asociación de Escritores de Naciones Unidas (United Nations Society of Writers) de 1990 al 2005, y ha sido y sigue siendo editor de la revista literaria de Naciones Unidas "Ex Tempore", que ha publicado 30 volúmenes de ensayos y poesía. "Le Numéro XXI d'Ex Tempore est tiré; il faut le lire" U.N.Special, février 2011, p. 10. La Revista U.N. Special de junio de 2011 publica su artículo "Music as International Language" pp. 14–15. "Happy Anniversary" The New Special, February 2020 pp. 40–41.

## Bibliografía seleccionada en español

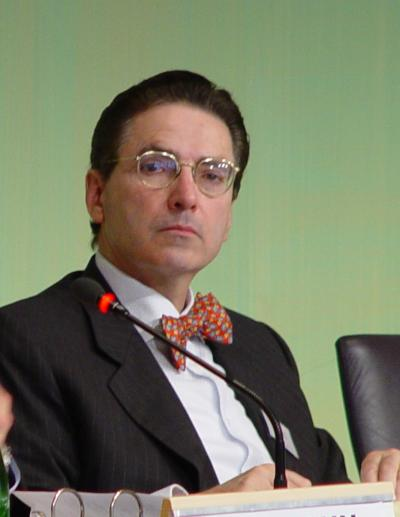
Prof. Dr. Alfred de Zayas, abril de 2003.